# BNP Paribas Open 2021
BNP Paribas Open 2021 (còn được biết đến với Indian Wells Masters 2021) là một giải quần vợt nam và nữ chuyên nghiệp diễn ra ở Indian Wells, California. Giải đấu ban đầu diễn ra từ ngày 10–21 tháng 3 năm 2021, nhưng đã chuyển sang diễn ra từ ngày 4–17 tháng 10 năm 2021 do đại dịch COVID-19 sau khi giải đấu năm 2020 bị hủy.
Đây là lần thứ 47 (nam) và lần thứ 32 (nữ) giải đấu được tổ chức, và là một phần của ATP Tour Masters 1000 trong ATP Tour 2021 và WTA 1000 trong WTA Tour 2021. Cả giải đấu nam và nữ diễn ra tại Indian Wells Tennis Garden ở Indian Wells, California, từ ngày 4 đến ngày 17 tháng 10 năm 2021, thi đấu trên mặt sân cứng ngoài trời.
Dominic Thiem là đương kim vô địch nội dung đơn nam, nhưng rút lui do chấn thương cổ tay. Bianca Andreescu là đương kim vô địch nội dung đơn nữ, nhưng thua ở vòng 3 trước Anett Kontaveit.
Nikola Mektić và Horacio Zeballos là đương kim vô địch nội dung đôi nam, nhưng chọn thi đấu cùng với đồng đội khác. Mektić thi đấu cùng với Mate Pavić, nhưng thua ở vòng tứ kết. Zeballos đánh cặp với Marcel Granollers, nhưng thua ở vòng 1. Elise Mertens và Aryna Sabalenka là đương kim vô địch nội dung đôi nữ, nhưng Sabalenka chọn không bảo vệ danh hiệu. Mertens đánh cặp với Hsieh Su-wei và bảo vệ thành công danh hiệu. Đây là danh hiệu Indian Wells thứ 2 của Mertens và thứ 3 của Hsieh.

## Điểm và tiền thưởng

### Phân phối điểm
| Sự kiện | VĐ   | CK  | BK  | TK  | V16 | V32 | V64 | V128 | Q  | Q2 | Q1 |
| Đơn nam | 1000 | 600 | 360 | 180 | 90  | 45  | 25* | 10   | 16 | 8  | 0  |
| Đôi nam | 1000 | 600 | 360 | 180 | 90  | 0   | —   | —    | —  | —  | —  |
| Đơn nữ  | 1000 | 650 | 390 | 215 | 120 | 65  | 35* | 10   | 30 | 20 | 2  |
| Đôi nữ  | 1000 | 650 | 390 | 215 | 120 | 10  | —   | —    | —  | —  | —  |

- Tay vợt miễn được nhận điểm vòng 1.

### Tiền thưởng
| Sự kiện  | VĐ         | CK       | BK       | TK       | V16     | V32     | V64     | V128    | Q2     | Q1     |
| Đơn nam  | $1,209,730 | $640,000 | $335,000 | $175,000 | $92,000 | $51,895 | $29,045 | $18,155 | $9,110 | $4,785 |
| Đơn nữ   | $1,209,730 | $640,000 | $335,000 | $175,000 | $92,000 | $51,895 | $29,045 | $18,155 | $9,110 | $4,785 |
| Đôi nam* | $414,500   | $220,000 | $117,240 | $59,740  | $31,500 | $16,870 | —       | —       | —      | —      |
| Đôi nữ*  | $414,500   | $220,000 | $117,240 | $59,740  | $31,500 | $16,870 | —       | —       | —      | —      |

*mỗi đội

## Nội dung đơn ATP

### Hạt giống
Dưới đây là những tay vợt được xếp loại hạt giống, dựa trên bảng xếp hạng ATP vào ngày 4 tháng 10 năm 2021. Xếp hạng và điểm trước vào ngày 4 tháng 10 năm 2021.
| Hạt giống | Xếp hạng | Tay vợt               | Điểm trước | Điểm bảo vệ 2019 và/hoặc 2020 | Điểm thắng | Điểm sau | Thực trạng                                    |
| --------- | -------- | --------------------- | ---------- | ----------------------------- | ---------- | -------- | --------------------------------------------- |
| 1         | 2        | Daniil Medvedev       | 10,575     | 1,000+45                      | 90+10      | 9,630    | Vòng 4, thua trước Grigor Dimitrov [23]       |
| 2         | 3        | Stefanos Tsitsipas    | 8,175      | 360                           | 180        | 7,995    | Tứ kết, thua trước Nikoloz Basilashvili [29]  |
| 3         | 4        | Alexander Zverev      | 7,603      | 23+600+250                    | 180+10+10  | 6,930    | Tứ kết, thua trước Taylor Fritz [31]          |
| 4         | 5        | Andrey Rublev         | 6,130      | 90+250+500                    | 45+90+90   | 5,560^   | Vòng 3, thua trước Tommy Paul                 |
| 5         | 7        | Matteo Berrettini     | 5,173      | 360                           | 45         | 4,858    | Vòng 3, thua trước Taylor Fritz [31]          |
| 6         | 10       | Casper Ruud           | 3,615      | (90)†                         | 90         | 3,615    | Vòng 4, thua trước Diego Schwartzman [11]     |
| 7         | 11       | Félix Auger-Aliassime | 3,368      | 45+150                        | 10+45      | 3,263^   | Vòng 2, thua trước Albert Ramos Viñolas       |
| 8         | 12       | Hubert Hurkacz        | 3,333      | 90+90                         | 180+45     | 3,378    | Tứ kết, thua trước Grigor Dimitrov [23]       |
| 9         | 13       | Denis Shapovalov      | 3,265      | 45+250+180                    | 45+45+23   | 2,903    | Vòng 3, thua trước Aslan Karatsev [19]        |
| 10        | 14       | Jannik Sinner         | 3,100      | 90                            | 90         | 3,100    | Vòng 4, thua trước Taylor Fritz [31]          |
| 11        | 15       | Diego Schwartzman     | 2,800      | 10                            | 180        | 2,970    | Tứ kết, thua trước Cameron Norrie [21]        |
| 12        | 16       | Pablo Carreño Busta   | 2,550      | 70+90                         | 45+10      | 2,445    | Vòng 3, thua trước Karen Khachanov [24]       |
| 13        | 17       | Cristian Garín        | 2,510      | 45                            | 45         | 2,510    | Vòng 3, thua trước Alex de Minaur [22]        |
| 14        | 18       | Gaël Monfils          | 2,418      | 90+45                         | 90+10      | 2,383    | Vòng 4, thua trước Alexander Zverev [3]       |
| 15        | 19       | Roberto Bautista Agut | 2,360      | 90+90                         | 45+45      | 2,270    | Vòng 3, thua trước Cameron Norrie [21]        |
| 16        | 20       | Reilly Opelka         | 2,161      | 45+90                         | 45+0       | 2,071    | Vòng 3, thua trước Grigor Dimitrov [23]       |
| 17        | 21       | Lorenzo Sonego        | 2,122      | 10                            | 10         | 2,125^   | Vòng 2, thua trước Kevin Anderson             |
| 18        | 22       | Daniel Evans          | 2,122      | (23)†                         | 45         | 2,144    | Vòng 3, thua trước Diego Schwartzman [11]     |
| 19        | 23       | Aslan Karatsev        | 2,109      | 45                            | 90         | 2,154    | Vòng 4, thua trước Hubert Hurkacz [8]         |
| 20        | 24       | John Isner            | 2,091      | 45+90                         | 45+0       | 2,001    | Vòng 3, rút lui                               |
| 21        | 26       | Cameron Norrie        | 2,015      | 70+90                         | 1,000+40   | 2,895    | Vô địch, đánh bại Nikoloz Basilashvili [29]   |
| 22        | 27       | Alex de Minaur        | 1,991      | 10                            | 90         | 2,072    | Vòng 4, thua trước Stefanos Tsitsipas [2]     |
| 23        | 28       | Grigor Dimitrov       | 1,881      | (10)†                         | 360        | 2,231    | Bán kết, thua trước Cameron Norrie [21]       |
| 24        | 29       | Karen Khachanov       | 1,830      | 90+90+90                      | 90+45+23   | 1,718    | Vòng 4, thua trước Nikoloz Basilashvili [29]  |
| 25        | 30       | Fabio Fognini         | 1,664      | 180                           | 45         | 1,529    | Vòng 3, thua trước Stefanos Tsitsipas [2]     |
| 26        | 31       | Lloyd Harris          | 1,652      | 57                            | 45         | 1,640    | Vòng 3, thua trước Casper Ruud [6]            |
| 27        | 34       | Filip Krajinović      | 1,589      | 53+10+150                     | 45+28+23   | 1,472    | Vòng 3, thua trước Daniil Medvedev [1]        |
| 28        | 35       | Dušan Lajović         | 1,565      | 10+45                         | 10+23      | 1,556^   | Vòng 2, thua trước Tommy Paul                 |
| 29        | 36       | Nikoloz Basilashvili  | 1,556      | 90                            | 600        | 2,066    | Á quân, thua trước Cameron Norrie [21]        |
| 30        | 38       | Carlos Alcaraz        | 1,499      | 80+80                         | 10+6       | 1,355    | Vòng 2, thua trước Andy Murray [WC]           |
| 31        | 39       | Taylor Fritz          | 1,495      | 45                            | 360        | 1,810    | Bán kết, thua trước Nikoloz Basilashvili [29] |
| 32        | 40       | Sebastian Korda       | 1,469      | (10)†                         | 10         | 1,469    | Vòng 2, thua trước Frances Tiafoe             |

† Tay vợt không có điểm bảo vệ ở giải đấu năm 2019 hoặc 2020. Thay vào đó, điểm tốt nhất của lần 19 sẽ được thay thế vào.

^ Vì giải đấu năm 2021 là không bắt buộc, tay vợt thay điểm tốt nhất của lần 19 bằng điểm thắng ở giải đấu.

### Vận động viên khác
Đặc cách:
- Andy Murray
- Holger Rune
- Jack Sock
- Zachary Svajda
- J.J. Wolf

Bảo toàn thứ hạng:
- Philipp Kohlschreiber

Vượt qua vòng loại:
- Salvatore Caruso
- Maxime Cressy
- Ernesto Escobedo
- Christopher Eubanks
- Emilio Gómez
- Cem İlkel
- Roberto Marcora
- Renzo Olivo
- João Sousa
- Alejandro Tabilo
- Botic van de Zandschulp
- Aleksandar Vukic

### Rút lui
Trước giải đấu
- Aljaž Bedene → thay thế bởi  Daniel Altmaier
- Alexander Bublik → thay thế bởi  Carlos Taberner
- Jérémy Chardy → thay thế bởi  Thiago Monteiro
- Marin Čilić → thay thế bởi  Jenson Brooksby
- Borna Ćorić → thay thế bởi  Guido Pella
- Pablo Cuevas → thay thế bởi  Roberto Carballés Baena
- Novak Djokovic → thay thế bởi  Feliciano López
- Roger Federer → thay thế bởi  Philipp Kohlschreiber
- David Goffin → thay thế bởi  Egor Gerasimov
- Ugo Humbert → thay thế bởi  Steve Johnson
- Ilya Ivashka → thay thế bởi  Daniel Elahi Galán
- Rafael Nadal → thay thế bởi  Brandon Nakashima
- Milos Raonic → thay thế bởi  Denis Kudla
- Dominic Thiem → thay thế bởi  Facundo Bagnis
- Stan Wawrinka → thay thế bởi  Tennys Sandgren
- Mikael Ymer → thay thế bởi  Taro Daniel

Trong giải đấu
- John Isner

## Nội dung đôi ATP

### Hạt giống
| Quốc gia | Tay vợt              | Quốc gia | Tay vợt          | Xếp hạng | Hạt giống |
| -------- | -------------------- | -------- | ---------------- | -------- | --------- |
| CRO      | Nikola Mektić        | CRO      | Mate Pavić       | 3        | 1         |
| USA      | Rajeev Ram           | GBR      | Joe Salisbury    | 7        | 2         |
| ESP      | Marcel Granollers    | ARG      | Horacio Zeballos | 15       | 3         |
| COL      | Juan Sebastián Cabal | COL      | Robert Farah     | 24       | 4         |
| GER      | Kevin Krawietz       | ROU      | Horia Tecău      | 29       | 5         |
| GBR      | Jamie Murray         | BRA      | Bruno Soares     | 29       | 6         |
| AUS      | John Peers           | SVK      | Filip Polášek    | 33       | 7         |
| CRO      | Ivan Dodig           | BRA      | Marcelo Melo     | 33       | 8         |

- Bảng xếp hạng vào ngày 4 tháng 10 năm 2021.

### Vận động viên khác
Đặc cách:
- John Isner /  Jack Sock
- Steve Johnson /  Sam Querrey
- Mackenzie McDonald /  Brandon Nakashima

Thay thế:
- Filip Krajinović /  Dušan Lajović

### Rút lui
Trước giải đấu
- Matteo Berrettini /  Jannik Sinner → thay thế bởi  Filip Krajinović /  Dušan Lajović
- Marcelo Demoliner /  Daniil Medvedev → thay thế bởi  Cristian Garín /  Santiago González

Trong giải đấu
- John Isner /  Jack Sock

## Nội dung đơn WTA

### Hạt giống
Dưới đây là những tay vợt được xếp loại hạt giống. Hạt giống dựa trên bảng xếp hạng WTA vào ngày 27 tháng 9 năm 2021. Xếp hạng và điểm trước vào ngày 4 tháng 10 năm 2021.
| Hạt giống | Xếp hạng | Tay vợt                  | Điểm trước | Điểm Pháp Mở rộng 2020† | Điểm Pháp Mở rộng 2021† | Điểm bảo vệ 2019 (hoặc kết quả tốt nhất lần 16) | Điểm thắng | Điểm sau | Thực trạng                                  |
| --------- | -------- | ------------------------ | ---------- | ----------------------- | ----------------------- | ----------------------------------------------- | ---------- | -------- | ------------------------------------------- |
| 1         | 3        | Karolína Plíšková        | 5,285      | -                       | -                       | 30                                              | 65         | 5,320    | Vòng 3, thua trước Beatriz Haddad Maia [LL] |
| 2         | 4        | Iga Świątek              | 4,756      | 2,000                   | 430                     | 0                                               | 120        | 3,306    | Vòng 4, thua trước Jeļena Ostapenko [24]    |
| 3         | 5        | Barbora Krejčíková       | 4,668      | -                       | -                       | 40                                              | 120        | 4,748    | Vòng 4, thua trước Paula Badosa [21]        |
| 4         | 7        | Elina Svitolina          | 4,376      | 430                     | 130                     | 100                                             | 120        | 4,096    | Vòng 4, thua trước Jessica Pegula [19]      |
| 5         | 6        | Garbiñe Muguruza         | 4,595      | 130                     | 10                      | 60                                              | 10         | 4,425    | Vòng 2, thua trước Ajla Tomljanović         |
| 6         | 9        | Maria Sakkari            | 4,055      | -                       | -                       | 60                                              | 10         | 4,005    | Vòng 2, thua trước Viktorija Golubic        |
| 7         | 11       | Petra Kvitová            | 3,735      | 780                     | 70                      | 55                                              | 65         | 3,035    | Vòng 3, thua trước Victoria Azarenka [27]   |
| 8         | 10       | Belinda Bencic           | 3,835      | -                       | -                       | 470                                             | 0          | 3,365    | Rút lui do chấn thương đầu gối              |
| 9         | 13       | Anastasia Pavlyuchenkova | 3,255      | -                       | -                       | 305+30                                          | 65+1       | 2,986    | Vòng 3, thua trước Leylah Fernandez [23]    |
| 10        | 15       | Angelique Kerber         | 3,105      | -                       | -                       | 55                                              | 215        | 3,265    | Tứ kết, thua trước Paula Badosa [21]        |
| 11        | 17       | Simona Halep             | 2,982      | 240                     | 0                       | 0                                               | 65         | 2,807    | Vòng 3, thua trước Aliaksandra Sasnovich    |
| 12        | 14       | Ons Jabeur               | 3,220      | -                       | -                       | 110                                             | 390        | 3,500    | Bán kết, thua trước Paula Badosa [21]       |
| 13        | 16       | Elena Rybakina           | 2,983      | -                       | -                       | 110                                             | 10         | 2,883    | Vòng 2, thua trước Yulia Putintseva         |
| 14        | 18       | Elise Mertens            | 2,885      | -                       | -                       | 60                                              | 10         | 2,835    | Vòng 2, thua trước Jasmine Paolini [LL]     |
| 15        | 19       | Coco Gauff               | 2,815      | -                       | -                       | 280                                             | 65         | 2,600    | Vòng 3, thua trước Paula Badosa [21]        |
| 16        | 21       | Bianca Andreescu         | 2,563      | -                       | -                       | 0                                               | 65         | 2,628    | Vòng 3, thua trước Anett Kontaveit [18]     |
| 17        | 22       | Emma Raducanu            | 2,558      | -                       | -                       | 0                                               | 10         | 2,568    | Vòng 2, thua trước Aliaksandra Sasnovich    |
| 18        | 20       | Anett Kontaveit          | 2,616      | -                       | -                       | 65                                              | 215        | 2,766    | Tứ kết, thua trước Ons Jabeur [12]          |
| 19        | 24       | Jessica Pegula           | 2,470      | -                       | -                       | 35                                              | 215        | 2,650    | Tứ kết, thua trước Victoria Azarenka [27]   |
| 20        | 30       | Daria Kasatkina          | 2,195      | -                       | -                       | 55                                              | 65         | 2,205    | Vòng 3, thua trước Angelique Kerber [10]    |
| 21        | 27       | Paula Badosa             | 2,298      | -                       | -                       | 50                                              | 1,000      | 3,248    | Vô địch, đánh bại Victoria Azarenka [27]    |
| 22        | 25       | Danielle Collins         | 2,361      | 430                     | 130                     | 100                                             | 65         | 2,026    | Vòng 3, thua trước Ons Jabeur [12]          |
| 23        | 28       | Leylah Fernandez         | 2,254      | 130                     | 70                      | 25                                              | 120        | 2,289    | Vòng 4, thua trước Shelby Rogers            |
| 24        | 29       | Jeļena Ostapenko         | 2,205      | 130                     | 10                      | 180+280                                         | 390+55     | 2,070    | Bán kết, thua trước Victoria Azarenka [27]  |
| 25        | 31       | Veronika Kudermetova     | 2,045      | -                       | -                       | 110+100                                         | 65+80      | 1,980    | Vòng 3, thua trước Iga Świątek [2]          |
| 26        | 33       | Tamara Zidanšek          | 1,841      | -                       | -                       | 30                                              | 65         | 1,876    | Vòng 3, thua trước Ajla Tomljanović         |
| 27        | 32       | Victoria Azarenka        | 1,856      | -                       | -                       | 1                                               | 650        | 2,505    | Á quân, thua trước Paula Badosa [21]        |
| 28        | 35       | Sara Sorribes Tormo      | 1,760      | -                       | -                       | 55                                              | 10         | 1,715    | Vòng 2, thua trước Anna Kalinskaya [Q]      |
| 29        | 36       | Nadia Podoroska          | 1,722      | 820                     | 10                      | 50                                              | 0          | 862      | Rút lui do bệnh                             |
| 30        | 38       | Camila Giorgi            | 1,660      | -                       | -                       | 10                                              | 10         | 1,660    | Vòng 2, thua trước Amanda Anisimova         |
| 31        | 39       | Jil Teichmann            | 1,650      | 10                      | 0                       | 30                                              | 10         | 1,620    | Vòng 2, thua trước Irina-Camelia Begu       |
| 32        | 40       | Sorana Cîrstea           | 1,594      | -                       | -                       | 30                                              | 65         | 1,629    | Vòng 3, thua trước Elina Svitolina [4]      |

† Chỉ tay vợt tính điểm Pháp Mở rộng 2020 trong bảng xếp hạng vào ngày 4 tháng 10 năm 2021 được hiển thị.

### Vận động viên khác
Đặc cách:
- Kim Clijsters
- Elsa Jacquemot
- Ashlyn Krueger
- Claire Liu
- Caty McNally
- Emma Raducanu
- Katrina Scott
- Katie Volynets

Bảo toàn thứ hạng:
- Zheng Saisai

Vượt qua vòng loại:
- Usue Maitane Arconada
- Zarina Diyas
- Kirsten Flipkens
- Magdalena Fręch
- Mai Hontama
- Anna Kalinskaya
- Kateryna Kozlova
- Liang En-shuo
- Alycia Parks
- Elena-Gabriela Ruse
- Astra Sharma
- Martina Trevisan

Thua cuộc may mắn:
- Beatriz Haddad Maia
- Kristína Kučová
- Jasmine Paolini

### Rút lui
Trước giải đấu
- Ekaterina Alexandrova → thay thế bởi  Marie Bouzková
- Ashleigh Barty → thay thế bởi  Polona Hercog
- Belinda Bencic → thay thế bởi  Kristína Kučová
- Jennifer Brady → thay thế bởi  María Camila Osorio Serrano
- Sofia Kenin → thay thế bởi  Ana Konjuh
- Johanna Konta → thay thế bởi  Hsieh Su-wei
- Caty McNally → thay thế bởi  Jasmine Paolini
- Kristina Mladenovic → thay thế bởi  Nuria Párrizas Díaz
- Karolína Muchová → thay thế bởi  Aliaksandra Sasnovich
- Naomi Osaka → thay thế bởi  Misaki Doi
- Nadia Podoroska → thay thế bởi  Beatriz Haddad Maia
- Aryna Sabalenka → thay thế bởi  Lauren Davis
- Alison Van Uytvanck → thay thế bởi  Mayar Sherif
- Elena Vesnina → thay thế bởi  Anna Karolína Schmiedlová
- Serena Williams → thay thế bởi  Madison Brengle

## Nội dung đôi WTA

### Hạt giống
| Quốc gia | Tay vợt                  | Quốc gia | Tay vợt            | Xếp hạng | Hạt giống |
| -------- | ------------------------ | -------- | ------------------ | -------- | --------- |
| CZE      | Barbora Krejčiková       | CZE      | Kateřina Siniaková | 3        | 1         |
| TPE      | Hsieh Su-wei             | BEL      | Elise Mertens      | 7        | 2         |
| JPN      | Shuko Aoyama             | JPN      | Ena Shibahara      | 16       | 3         |
| CHI      | Alexa Guarachi           | USA      | Desirae Krawczyk   | 31       | 4         |
| USA      | Nicole Melichar-Martinez | NED      | Demi Schuurs       | 35       | 5         |
| USA      | Hayley Carter            | CAN      | Gabriela Dabrowski | 41       | 6         |
| CRO      | Darija Jurak             | SLO      | Andreja Klepač     | 46       | 7         |
| CAN      | Sharon Fichman           | MEX      | Giuliana Olmos     | 57       | 8         |

- Bảng xếp hạng vào ngày 27 tháng 9 năm 2021.

### Vận động viên khác
Đặc cách:
- Amanda Anisimova /  Dayana Yastremska
- Reese Brantmeier /  Katrina Scott
- Simona Halep /  Elena-Gabriela Ruse

Bảo toàn thứ hạng:
- Nao Hibino /  Alicja Rosolska
- Julia Lohoff /  Alexandra Panova
- Anastasia Rodionova /  Arina Rodionova
- Heather Watson /  Zheng Saisai

### Rút lui
Trước giải đấu
- Anna Blinkova /  Aliaksandra Sasnovich → thay thế bởi  Ulrikke Eikeri /  Aliaksandra Sasnovich
- Caroline Garcia /  Kristina Mladenovic → thay thế bởi  Kirsten Flipkens /  Sara Sorribes Tormo

## Nhà vô địch

### Đơn nam
- Cameron Norrie đánh bại  Nikoloz Basilashvili, 3–6, 6–4, 6–1

### Đơn nữ
- Paula Badosa đánh bại  Victoria Azarenka, 7–6(7–5), 2–6, 7–6(7–2)

### Đôi nam
- John Peers /  Filip Polášek đánh bại  Aslan Karatsev /  Andrey Rublev, 6–3, 7–6(7–5)

### Đôi nữ
- Hsieh Su-wei /  Elise Mertens đánh bại  Veronika Kudermetova /  Elena Rybakina, 7–6(7–1), 6–3